# 小楚坝站
小楚坝站是位于陕西省宁强县千丘镇的一个铁路车站，邮政编码724407。车站建于1968年，有宝成铁路经过该站，现仅办货运业务，不办理客运业务，车站及其上下行区间均已电气化。车站距离宝鸡站279公里，隶属西安铁路局，是四等站。